# Cyperus pluricephalus
Cyperus pluricephalus är en halvgräsart som beskrevs av Kaare Arnstein Lye. Cyperus pluricephalus ingår i släktet papyrusar, och familjen halvgräs. Inga underarter finns listade i Catalogue of Life.